# Джентиле, Джузеппе
Джузеппе Джентиле (итал. Giuseppe Gentile; род. 4 сентября 1943, Рим) — итальянский легкоатлет, специалист по тройным прыжкам и прыжкам в длину. Выступал за сборную Италии по лёгкой атлетике в 1962—1972 годах, бронзовый призёр летних Олимпийских игр в Мехико, бронзовый призёр Универсиады в Токио, обладатель двух серебряных медалей Средиземноморских игр, многократный победитель и призёр первенств национального значения, бывший рекордсмен мира в тройном прыжке. Также известен как актёр и спортивный функционер.

## Биография
Джузеппе Джентиле родился 4 сентября 1943 года в Риме. Правнук известного итальянского философа Джованни Джентиле.
Увлёкся лёгкой атлетикой в возрасте 14 лет после просмотра в кинотеатре биографического фильма о Джиме Торпе.
Впервые заявил о себе на международном уровне в сезоне 1962 года, когда вошёл в состав итальянской национальной сборной и выступил на чемпионате Европы в Белграде, где в зачёте тройного прыжка показал результат 15,16 метра.
В 1963 году в тройном прыжке выиграл серебряную медаль на домашних Средиземноморских играх в Неаполе (15,50) и стал шестым на Универсиаде в Порту-Алегри (15,45).
В 1965 году в той же дисциплине одержал победу на чемпионате Италии в Риме (15,27), с национальным рекордом страны 16,31 занял четвёртое место на Универсиаде в Будапеште.
В 1966 году защитил звание чемпиона Италии, был четвёртым на Европейских легкоатлетических играх в Дортмунде (16,25) и девятым на чемпионате Европы в Будапеште (16,15).
В 1967 году стартовал на Европейских легкоатлетических играх в Праге (15,51), взял бронзу на Универсиаде в Токио (15,84), получил серебряную награду на Средиземноморских играх в Тунисе (16,04).
На Европейских легкоатлетических играх 1968 года в Мадриде с результатом 16,03 занял итоговое пятое место. На чемпионате Италии в Триесте превзошёл всех соперников в прыжках в длину и тройных прыжках, тогда как в ходе матчевой встречи со сборной Польши в Хожуве обновил национальные рекорды в данных дисциплинах — 7,91 и 16,74 соответственно. Благодаря череде удачных выступлений удостоился права защищать честь страны на летних Олимпийских играх в Мехико — в программе тройного прыжка на предварительном квалификационном этапе с результатом 17,10 побил мировой рекорд, после чего в финале ещё улучшил своё достижение до 17,22, но здесь его превзошли бразилец Нелсон Пруденсио и выигравший соревнования советский прыгун Виктор Санеев. Джентиле, таким образом, стал бронзовым олимпийским призёром.
После успеха на Олимпиаде в Мехико Джузеппе Джентиле остался действующим спортсменом на ещё один олимпийский цикл и продолжил принимать участие в крупнейших международных стартах. Так, в 1969 году он отметился выступлением на чемпионате Европы в Афинах, где в финале показал в тройном прыжке седьмой результат (16,03).
В 1970 году был седьмым на чемпионате Европы в помещении в Вене (16,12), вновь стал чемпионом Италии в данной дисциплине, занял пятое место на домашней Универсиаде в Турине (16,45).
В 1971 году в пятый раз одержал победу на чемпионате Италии в тройном прыжке, занял 12-е место на чемпионате Европы в Хельсинки (14,00).
На Олимпийских играх 1972 года в Мюнхене с результатом 16,04 не смог выйти в финал тройного прыжка и на том завершил спортивную карьеру.
Помимо занятий спортом, пробовал себя в кинематографе, сыграл Ясона в художественном фильме «Медея» Пьера Паоло Пазолини. Впоследствии ещё получал предложения сниматься, но отказывался из-за низкого качества фильмов.
В поздние годы проявил себя как спортивный администратор, занимал руководящие посты в различных итальянских спортивных организациях, являлся членом Национального олимпийского комитета Италии.
В 2012 году вышла в свет его книга-автобиография La medaglia (con)divisa.